# Đường cao tốc Vũng Áng – Bùng
Đường cao tốc Vũng Áng – Bùng (ký hiệu toàn tuyến là CT.01 và CT.02) là một đoạn đường cao tốc thuộc hệ thống đường cao tốc Bắc – Nam phía Đông và đường cao tốc Bắc – Nam phía Tây qua địa phận 2 tỉnh Hà Tĩnh và Quảng Trị.

## Thiết kế
Tuyến đường có chiều dài toàn tuyến là 55,34 km, trong đó đoạn đi qua Hà Tĩnh dài khoảng 12,9 km và đoạn đi qua Quảng Trị dài khoảng 42,44 km, điểm đầu giao với Quốc lộ 12C, nối tiếp với đường cao tốc Hàm Nghi – Vũng Áng tại xã Kỳ Hoa, tỉnh Hà Tĩnh và điểm cuối thuộc địa phận xã Bố Trạch, tỉnh Quảng Trị. Đây là điểm bắt đầu của tuyến đường cao tốc Bùng – Vạn Ninh hiện đang được xây dựng. Dự án có mặt cắt ngang giai đoạn phân kì đạt tiêu chuẩn đường cao tốc 4 làn xe không có làn dừng khẩn cấp, bố trí một số điểm dừng khẩn cấp cách quãng 4 – 5 km/1 điểm với bề rộng nền đường 17m, vận tốc thiết kế 80 – 90 km/h. Giai đoạn hoàn chỉnh, bề rộng nền đường sẽ là 32,25m với 6 làn xe và 2 làn khẩn cấp, vận tốc thiết kế 100 km/h. Trên tuyến có cây cầu lớn là cầu vượt sông Gianh dài 2,6 km và hầm Đèo Bụt xuyên qua núi Đông Nang với chiều dài mỗi ống lần lượt là 716m và 840m chạy song song; trong giai đoạn đầu dự kiến sẽ khai thác 1 ống hầm bên phải được thiết kế 2 làn xe cơ giới ngược chiều, hầm bên trái được sử dụng làm hầm cứu nạn.

## Xây dựng
Tuyến đường có tổng mức đầu tư là 12.548 tỷ đồng, được khởi công vào ngày 1 tháng 1 năm 2023 và chính thức thông xe kỹ thuật từ ngày 19 tháng 8 năm 2025. Dự kiến tuyến đường sẽ đưa vào khai thác cuối tháng 8 do một số hạng mục của tuyến đường mới được thi công hoàn thiện.

## Chi tiết tuyến đường

Bảng thông tin tốc độ cao tốc (Trừ đoạn hầm Đèo Bụt)

### Làn xe
- 4 làn xe, có điểm dừng khẩn cấp
- Hầm Đèo Bụt: 2 làn xe, đường dẫn 4 làn xe

### Chiều dài
- Toàn tuyến: 55,34 km

### Tốc độ giới hạn
- Tối đa: 80 – 90 km/h,[6] Tối thiểu: 60 km/h
- Hầm Đèo Bụt: Tối đa: 70 km/h, Tối thiểu: 50 km/h

### Đường hầm
| Tên hầm     | Vị trí | Chiều dài | Năm hoàn thành | Ghi chú                              |
| ----------- | --- | --------- | -------------- | ------------------------------------ |
| Hầm Đèo Bụt | Km 577 + 714,80 (hầm nhánh phải), Km577 + 660,06 (hầm nhánh trái) – Km 578 + 574,80 (hầm nhánh phải), Km 578 + 574,06 (hầm nhánh trái) | 716m      | 2025 (Dự kiến) | Hoàn thiện 1 nhánh hầm ở giai đoạn 1 |
| Hầm Đèo Bụt | Km 577 + 714,80 (hầm nhánh phải), Km577 + 660,06 (hầm nhánh trái) – Km 578 + 574,80 (hầm nhánh phải), Km 578 + 574,06 (hầm nhánh trái) | 840m      | 2025 (Dự kiến) | Hoàn thiện 1 nhánh hầm ở giai đoạn 1 |

## Lộ trình chi tiết
- IC - Nút giao, JCT - Điểm lên xuống, SA - Khu vực dịch vụ (Trạm dừng nghỉ), TN - Hầm đường bộ, TG - Trạm thu phí, BR - Cầu
- Đơn vị đo khoảng cách là km.

| Ký hiệu                                                 | Tên                                                     | Khoảng cách từ đầu tuyến                                | Kết nối                                                 | Ghi chú                                                 | Vị trí                                                  | Vị trí                                                  |
| Kết nối trực tiếp với Đường cao tốc Hàm Nghi – Vũng Áng | Kết nối trực tiếp với Đường cao tốc Hàm Nghi – Vũng Áng | Kết nối trực tiếp với Đường cao tốc Hàm Nghi – Vũng Áng | Kết nối trực tiếp với Đường cao tốc Hàm Nghi – Vũng Áng | Kết nối trực tiếp với Đường cao tốc Hàm Nghi – Vũng Áng | Kết nối trực tiếp với Đường cao tốc Hàm Nghi – Vũng Áng | Kết nối trực tiếp với Đường cao tốc Hàm Nghi – Vũng Áng |
| ------------------------------------------------------- | ------------------------------------------------------- | ------------------------------------------------------- | ------------------------------------------------------- | ------------------------------------------------------- | ------------------------------------------------------- | ------------------------------------------------------- |
| 1                                                       | IC Vũng Áng                                             | 568.5                                                   | Quốc lộ 12C                                             | Đầu tuyến cao tốc Đang thi công                         | Hà Tĩnh                                                 | Kỳ Hoa                                                  |
| TN                                                      | Hầm đường bộ Đèo Bụt                                    | ↓                                                       |                                                         | Đang thi công Hoàn thiện 1 nhánh hầm ở giai đoạn 1      | Hà Tĩnh                                                 | Ranh giới Sông Trí – Kỳ Lạc                             |
| 2                                                       | IC Quảng Hợp                                            | 584.9                                                   | Đường Tỉnh 558B                                         | Chưa thi công                                           | Hà Tĩnh                                                 | Kỳ Lạc                                                  |
| SA                                                      | Trạm dừng nghỉ                                          | 594.4                                                   |                                                         | Chưa thi công                                           | Quảng Trị                                               | Hòa Trạch                                               |
| 3                                                       | IC Tiến – Châu – Văn Hoá                                | 597.9                                                   | Đường Tiến – Châu – Văn Hoá                             | Đang thi công                                           | Quảng Trị                                               | Trung Thuần                                             |
| 4                                                       | IC Quốc lộ 12A                                          | 605.8                                                   | Quốc lộ 12A                                             | Đang thi công                                           | Quảng Trị                                               | Tân Gianh                                               |
| BR                                                      | Cầu Sông Gianh                                          | ↓                                                       | Vượt sông Gianh                                         | Đang thi công                                           | Quảng Trị                                               | Ranh giới Ba Đồn – Nam Trạch                            |
| BR                                                      | Cầu Sông Nan                                            | ↓                                                       | Vượt sông Nan                                           | Đang thi công                                           | Quảng Trị                                               | Nam Ba Đồn                                              |
| BR                                                      | Cầu Sông Son                                            | ↓                                                       | Vượt sông Son                                           | Đang thi công                                           | Quảng Trị                                               | Ranh giới Bắc Trạch – Bố Trạch                          |
| BR                                                      | Cầu vượt đường HCM                                      | 623.85                                                  |                                                         | Đang thi công                                           | Quảng Trị                                               | Bố Trạch                                                |
| -                                                       | Bùng                                                    | 625                                                     |                                                         | Cuối tuyến cao tốc Đang thi công                        | Quảng Trị                                               | Bố Trạch                                                |
| Kết nối trực tiếp với Đường cao tốc Bùng – Vạn Ninh     |                                                         |                                                         |                                                         |                                                         |                                                         |                                                         |
| 1.000 mi = 1.609 km; 1.000 km = 0.621 mi                |                                                         |                                                         |                                                         |                                                         |                                                         |                                                         |